# La Voz de América

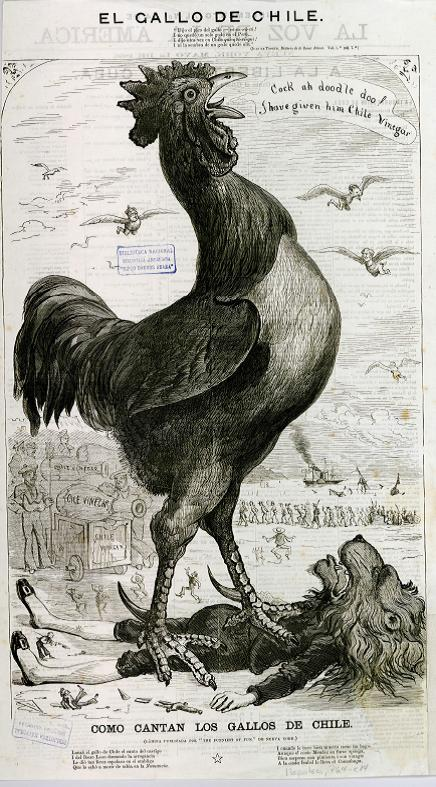
Imagen de Chile y España aparecida en "La voz de América".

La Voz de América fue una revista en español publicada en Nueva York entre el 21 de diciembre de 1865 y 1867, con el fin de representar ante la opinión pública estadounidense los puntos de vista de las naciones latinoamericanas sobre los asuntos pertinentes a ambas partes del continente americano. 
La publicación fue promovida por el intelectual chileno Benjamín Vicuña Mackenna, quien había sido enviado al país del norte con el fin de lograr el apoyo de los EE. UU. a Chile durante la Guerra hispano-sudamericana (1865-1866). Vicuña M. escribe:
Resolvíme pues dar a luz a las dos semanas de haber llegado a Nueva York, un periódico político que sirviera no solo de paladín a la causa de Chile sino de vehículo a todas las aspiraciones e intereses de nuestras repúblicas hermanas, sin esceptuar al entonces desgraciado y desvalido Méjico ni a las pequeñas repúblicas centroamericanas. De esta misión vino su título: La Voz de América.: 284 
Vicuña contó con la colaboración de Luis Aldunate Carrera y un veneciano, Marcos Paolo, quien había sido antes editor de El Continental (1863).
La nueva publicación aparecía 3 veces al mes, el 1., 11. y 21., precisamente los días en que salía un vapor hacia Panamá. Su lema, publicado al frente de sus columnas era:
Órgano Político de las Republicas Hispano-Americanas y de las Antellas Españolas: 292 